# 愛知県道396号蒲郡港拾石線
愛知県道396号蒲郡港拾石線（あいちけんどう396ごう がまごおりこうひろいしせん）は、愛知県蒲郡市内を通る一般県道である。

## 概要

### 路線データ
- 起点：愛知県蒲郡市浜町
- 終点：愛知県蒲郡市拾石町
- 全長：約1.2km

## 沿革
- 1976年3月10日：認定

## 接続する道路
- 国道23号（競艇場西交差点）
- 国道247号（同上）

## 周辺
- 蒲郡港（蒲郡埠頭、浜町埠頭）
- 三菱自動車工業蒲郡モータープール
- 蒲郡競艇場

## 別名
- 眺海橋通り（蒲郡市）